# پردلکینو

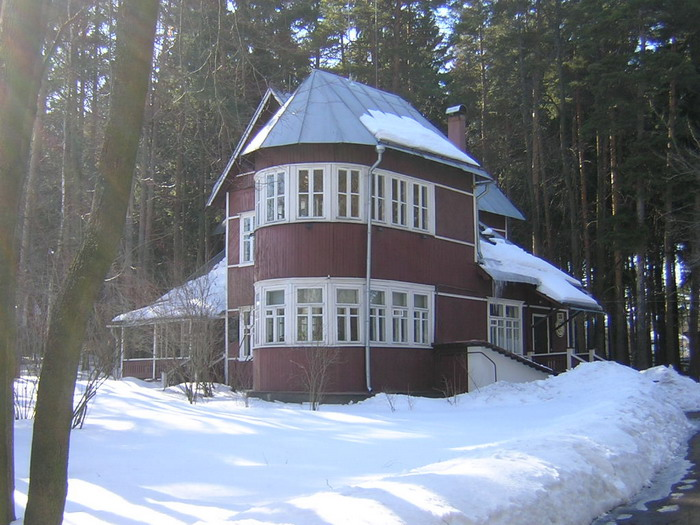
خانه-موزه بوریس پاسترناک در پردلکینو

پردلکینو (روسی: Переделкино) یک مجتمع ویلایی است که در منطقه اودینتسوکی در استان مسکو، روسیه واقع شده است.

## تاریخچه

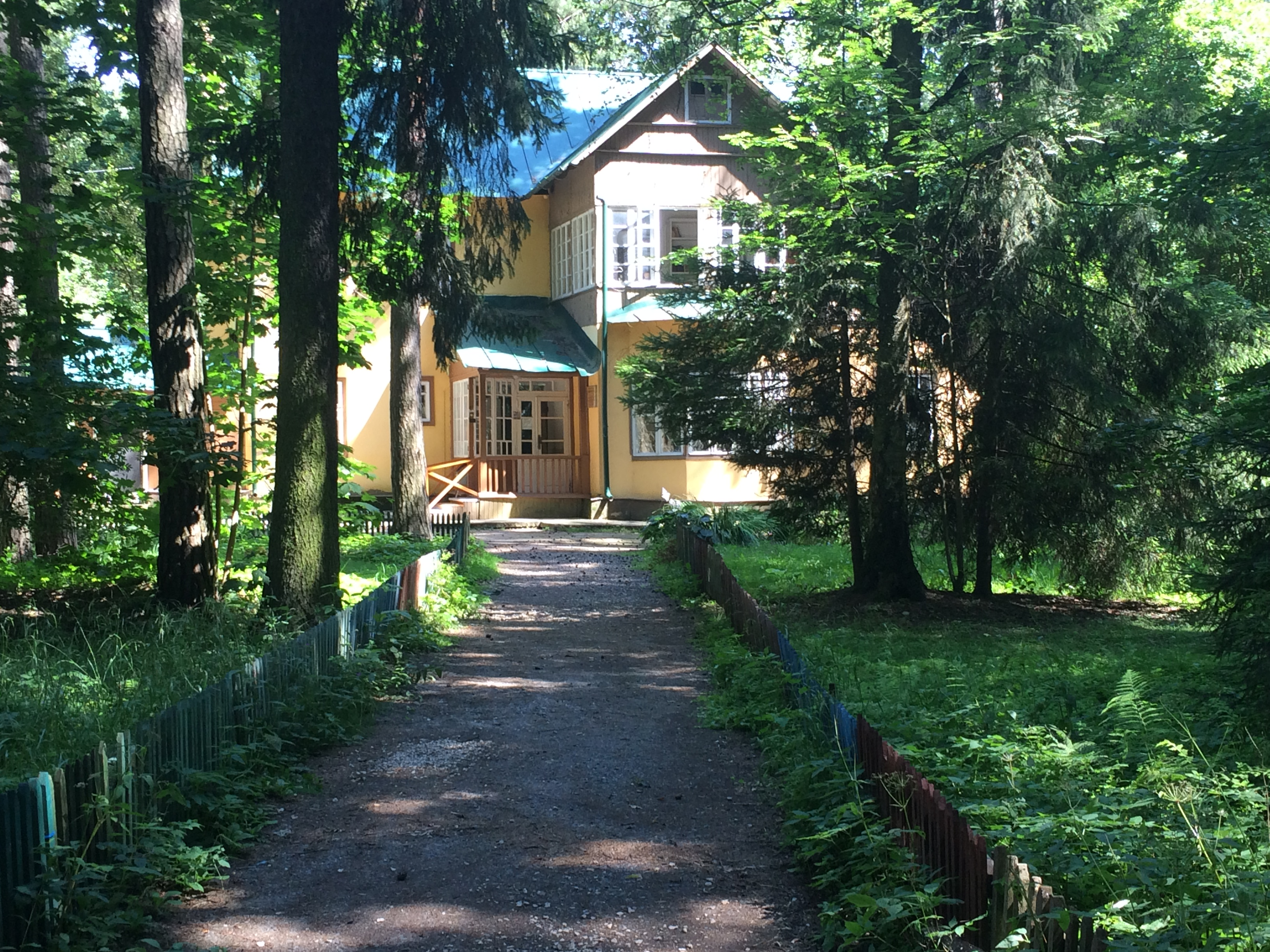
خانه-موزه کورن چوکوفسکی

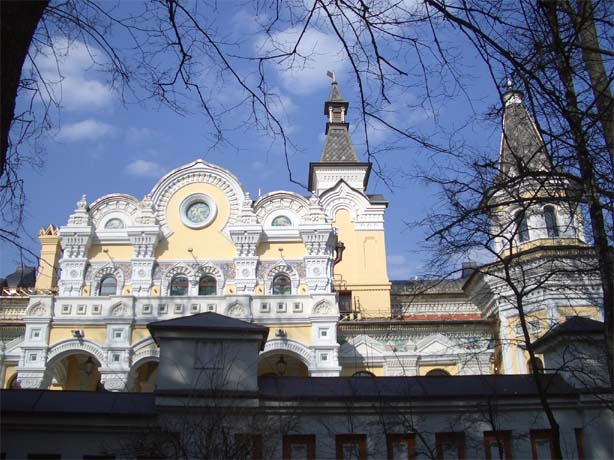
محل اقامت روستایی پاتریارک‌های مسکو

این سکونتگاه در اصل به عنوان املاک پردلتسی، متعلق به لئونتیف‌ها (خویشان مادری پتر کبیر)، سپس شاهزاده دولگوروکوف و سامارین‌ها، تأسیس شد. پس از عبور راه‌آهن از این روستا در قرن نوزدهم، نام آن به پردلکینو تغییر یافت.
در سال ۱۹۳۴، ماکسیم گورکی پیشنهاد واگذاری این منطقه به اتحادیه نویسندگان شوروی را داد. طی چند سال، حدود پنجاه کلبه چوبی که توسط معمار آلمانی ارنست می طراحی شده بود، توسط نویسندگان در پردلکینو ساخته شد. مجری این پروژه، سیاستمدار شوروی، الکساندر شچرباکوف بود. این منطقه به‌تدریج به پناهگاهی فرهنگی برای نویسندگان برجسته تبدیل شد و نقش مهمی در شکل‌گیری ادبیات دوران شوروی ایفا کرد.
از جمله اولین ساکنان این مستعمره شاعر بوریس پاسترناک، نویسندگان کورنی چوکوفسکی، آیزاک بابل، الکساندر سرافیموویچ، لئونید لئونوف، ایلیا ارنبورگ، بوریس پیلنیاک، وسوولود ایوانف، لو کاسیل، کنستانتین فدین، پترووگن کاکائوف، ایلیا کاسیلوف بود. . 
در ۱۵ مه ۱۹۳۹، در جریان پاکسازی بزرگ استالین، ایزاک بابل، نویسنده و نمایشنامه‌نویس، در خانهٔ ییلاقی‌اش در پردلکینو دستگیر شد. بابل با خودرو به زندان لوبیانکا منتقل شد، شکنجه شد و در نهایت توسط کمیساریای خلق در امور داخلی تیرباران شد.
پس از جنگ جهانی دوم، بیست کلبه نویسنده دیگر ساخته شد. در میان ساکنان جدید، ونیامین کاورین، نیکولای زابولوتسکی (مالک نبود اما کلبه‌ای اجاره کرده بود)، والنتین کاتائف، الکساندر فادیف، کنستانتین سیمونوف حضور داشتند. بعدها نویسندگان و شاعران بیشتری از جمله یوگنی یفتوشنکو، آندری وزنیسنسکی، بولات اوکودژاوا، بلا آخمادولینا و بسیاری دیگر به این روستا نقل مکان کردند.  در سال‌های ۱۹۶۵–۱۹۷۵ ، الکساندر سولژنیتسین، نویسنده مخالف شوروی، اغلب در کلبه چوکوفسکی زندگی می‌کرد.
در سال ۱۹۵۲ به مناسبت هفتاد و پنجمین سالگرد تولد پاتریارک الکسی اول مسکو، اقامتگاه پاتریارک‌های مسکو در پردلکینو افتتاح شد. در سال‌های ۱۹۹۵ تا ۲۰۰۰ این اقامتگاه به‌طور قابل توجهی گسترش یافت. ساختمان‌های جدیدی برای پذیرایی از هیئت‌های مذهبی، فضاهای اداری، و امکانات اقامتی برای مهمانان کلیسا اضافه شدند. همچنین، باغ‌ها و محوطه‌های اطراف بازسازی شدند تا محیطی آرام و معنوی برای فعالیت‌های کلیسایی فراهم گردد. این مجموعه اکنون یکی از مراکز مهم کلیسای ارتدکس روسیه به‌شمار می‌رود.
در سال ۱۹۸۸، این روستا رسماً به عنوان یک منطقهٔ حفاظت‌شدهٔ تاریخی-فرهنگی شناخته شد. در همان سال، موزه‌های کورنی چوکوفسکی و بوریس پاسترناک در کلبه‌های مربوطه افتتاح شدند. در سال ۱۹۹۷، موزهٔ دیگری در کلبهٔ بولات اوکودژاوا افتتاح شد.